# أندي ديكسون (لاعب كرة قدم)
أندي ديكسون (بالإنجليزية: Andy Dixon)‏ هو لاعب كرة قدم بريطاني في مركز الدفاع، ولد في 19 أبريل 1968 في Louth, Lincolnshire ‏ في المملكة المتحدة. لعب مع غريمسبي تاون.